# Amazon Symphory
Amazon Symphory sau Sinfonia Amazônica, este un film brazilian din 1954 regizat de Anelio Latini Filho.

## Distribuție
- Almirante
- Jaime Barcellos
- Sadi Cabral
- Estelinha Egg
- Bartolomeu Fernandes
- Pascoal Longo
- Matinhos
- Estevão Matos
- Nero Morales
- Antônio Nobre
- Paulo Roberto
- Abelardo Santos
- José Vasconcelos